# Академічне веслування на літніх Олімпійських іграх 2020 — одиночки (чоловіки)
Змагання з академічного веслування в одиночках серед чоловіків на літніх Олімпійських іграх 2020 року відбувалися з 23 по 30 липня 2021 року на Веслувальному каналі Сі Форест. Змагалися 32 веслувальники з 32 країн.

## Передумови
Це буде 28-ма поява цієї дисципліни на Олімпійських іграх. Вона була у програмі ОІ 1896, але змагання скасували через погані погодні умови. Потім її проводили на кожній літній Олімпіаді починаючи з 1900 року.

## Кваліфікація
Починаючи з 1912 року кожен Національний олімпійський комітет (NOC) може виставити в цій дисципліні не більш як одного човна (одного веслувальника). 32 квоти розподілено таким способом:
- 9 через Чемпіонат світу 2019 року
- 5 через Кваліфікаційну регату Азії та Океанії
- 5 через Африканську кваліфікаційну регату
- 5 через Американську кваліфікаційну регату
- 3 через Європейську кваліфікаційну регату
- 2 через Фінальну кваліфікаційну регату
- 1 країні-господарці
- 2 квоти за запрошенням

Через пандемію COVID-19 строки і місця проведення кваліфікаційних змагань змінювались неодноразово.

## Формат змагань
У цій дисципліні академічного веслування човном рухає один веслувальник, використовуючи два весла (по одному на обох боках човна). Змагання складаються з кількох раундів. Починаючи з 2012 року їх проводять у п'ять раундів. У фіналах розігрують медалі та решту місць. Їм присвоюють літери абетки: що ближче літера до початку абетки, то на вище місце претендує веслувальник. Назва півфіналів залежить від того, до якого фіналу з нього може потрапити веслувальник. З кожного півфіналу можна потрапити до двох фіналів. Довжина дистанції становить 2000 метрів — олімпійський стандарт починаючи з 1912 року.
У першому раунді проводять шість попередніх запливів. Перші три човни в кожному запливі виходять до чвертьфіналу, а всі інші потрапляють до додаткового раунду.
Додатковий раунд дає веслувальникам ще один шанс потрапити до чвертьфіналу. Човни, що посіли перші два місця, виходять до чвертьфіналів, а решта — потрапляють до півфіналів E/F.
Чотири чвертьфінали — другий раунд із тих, де всі веслувальники все ще претендують на медалі. Три найшвидші човни в кожному чвертьфіналі виходять до півфіналів A/B, а три повільніші — потрапляють до півфіналів C/D.
Шість півфіналів: півфінали A/B, півфінали C/D та півфінали E/F. З кожного півфінального запливу три перші човни виходять до вищого з двох можливих фіналів, а три останні човни потрапляють до нижчого з них. Наприклад, друге місце в півфіналі A/B означає вихід до фіналу A.
П'ятий і завершальний раунд — фінали. Кожен фінал визначає місце, що посів веслувальник. У фіналі A розігрують медалі, а також місця з 4-го по 6-те. У фіналі B розігрують місця з 7-го по 12-те тощо. Отож, щоб виграти медаль веслувальник має посісти одне з перших трьох місць у своєму попередньому запливі (або одне з перших двох у своєму запливі додаткового раунду), потім потрапити до трійки лідерів у своєму чвертьфіналі та до трійки у своєму півфіналі A/B, діставшись фіналу А.

## Розклад
Змагання в цій дисципліні відбуваються впродовж восьми днів поспіль. Вказано час початку сесії. Під час однієї сесії можуть відбуватися змагання в кількох різних дисциплінах.
Вказано японський стандартний час (UTC + 9)
| Дата                         | Час  | Раунд                   |
| ---------------------------- | ---- | ----------------------- |
| П'ятниця, 23 липня 2021 року | 8:30 | Попередні запливи       |
| Субота, 24 липня 2021 року   | 8:30 | Додаткові запливи       |
| Неділя, 25 липня 2021 року   | 9:00 | Півфінали E/F           |
| Понеділок, 26 липня 2021 р   | 9:00 | Чвертьфінали            |
| Вівторок, 27 липня 2021 року | 8:30 | Півфінали C/D           |
| Середа, 28 липня 2021 р      | 8:30 | Півфінали A/B           |
| Четвер, 29 липня 2021 року   | 8:30 | Фінал F Фінал Е Фінал D |
| П'ятниця, 30 липня 2021 року | 8:45 | Фінал С Фінал B Фінал A |

## Результати

### Запливи
Перші троє веслувальників з кожного запливу кваліфікувалися до чвертьфіналів, а решта - потрапили до додаткових запливів.

#### Заплив 1
| Місце | Доріжка | Веслувальник              | Країна         | Час     | Примітки |
| ----- | ------- | ------------------------- | -------------- | ------- | -------- |
| 1     | 4       | К'єтіль Борх              | Норвегія (NOR) | 6:54.46 | Q        |
| 2     | 1       | Бендегуз Петерварі-Молнар | Угорщина (HUN) | 7:04.42 | Q        |
| 3     | 2       | Лукас Вертейн             | Бразилія (BRA) | 7:05.00 | Q        |
| 4     | 6       | Ян Флейсснер              | Чехія (CZE)    | 7:16.56 | Д        |
| 5     | 5       | Абдулрахман Аль-Фадгель   | Кувейт (KUW)   | 8:49.03 | Д        |
| 6     | 3       | Мохаммед Аль-Хафаджи      | Ірак (IRQ)     | 8:57.01 | Д        |

#### Заплив 2
| Місце | Доріжка | Веслувальник      | Країна                         | Час     | Примітки |
| ----- | ------- | ----------------- | ------------------------------ | ------- | -------- |
| 1     | 2       | Стефанос Дускос   | Греція (GRE)                   | 6:59.49 | Q        |
| 2     | 1       | Джордан Перрі     | Нова Зеландія (NZL)            | 7:04.45 | Q        |
| 3     | 6       | Альваро Торрес    | Перу (PER)                     | 7:07.92 | Q        |
| 4     | 5       | Кентен Антоньєллі | Монако (MON)                   | 7:10.52 | Д        |
| 5     | 3       | Ігнасіо Васкес    | Домініканська Республіка (DOM) | 7:43.71 | Д        |
| 6     | 4       | Ріо Рії           | Вануату (VAN)                  | 8:00.98 | Д        |

#### Заплив 3
| Місце | Доріжка | Веслувальник          | Країна          | Час     | Примітки |
| ----- | ------- | --------------------- | --------------- | ------- | -------- |
| 1     | 3       | Sverri Nielsen        | Данія (DEN)     | 7:02.88 | Q        |
| 2     | 5       | Дженнаро Ді Мауро     | Італія (ITA)    | 7:06.87 | Q        |
| 3     | 4       | Владислав Яковлєв     | Казахстан (KAZ) | 7:10.08 | Q        |
| 4     | 2       | Пітер Перселл Джілпін | Зімбабве (ZIM)  | 7:10.65 | Д        |
| 5     | 1       | Альхуссейн Гамбур     | Лівія (LBA)     | 7:52.37 | Д        |

#### Заплив 4
| Місце | Доріжка | Веслувальник        | Країна                  | Час     | Примітки |
| ----- | ------- | ------------------- | ----------------------- | ------- | -------- |
| 1     | 3       | Тревор Джонс        | Канада (CAN)            | 7:04.12 | Q        |
| 2     | 4       | Міндаугас Грішконіс | Литва (LTU)             | 7:05.88 | Q        |
| 3     | 2       | Онат Казакли        | Туреччина (TUR)         | 7:20.11 | Q        |
| 4     | 5       | Дара Алізаде        | Бермуди (BER)           | 7:34.96 | Д        |
| 5     | 1       | Хусейн Аліреза      | Саудівська Аравія (KSA) | 7:54.18 | Д        |

#### Заплив 5
| Місце | Доріжка | Веслувальник       | Країна                           | Час     | Примітки |
| ----- | ------- | ------------------ | -------------------------------- | ------- | -------- |
| 1     | 1       | Дамір Мартін       | Хорватія (CRO)                   | 7:09.17 | Q        |
| 2     | 5       | Олександр Вязовкін | Олімпійський комітет Росії (ROC) | 7:14.95 | Q        |
| 3     | 4       | Кріс Нієварес      | Філіппіни (PHI)                  | 7:22.97 | Q        |
| 4     | 3       | Фелікс Потой       | Нікарагуа (NCA)                  | 7:32.54 | Д        |
| 5     | 2       | Прівель Хінкаті    | Бенін (BEN)                      | 7:40.87 | Д        |

#### Заплив 6
| Місце | Доріжка | Веслувальник          | Країна            | Час     | Примітки |
| ----- | ------- | --------------------- | ----------------- | ------- | -------- |
| 1     | 4       | Олівер Цайдлер        | Німеччина (GER)   | 7:00.40 | Q        |
| 2     | 1       | Рюта Аракава          | Японія (JPN)      | 7:02.79 | Q        |
| 3     | 3       | Абдельхалек Ель-Банна | Єгипет (EGY)      | 7:03.44 | Q        |
| 2     | 4       | Фінн Флорейн          | Нідерланди (NED)  | 7:04.56 | Д        |
| 5     | 5       | Франк Н'Дрі           | Кот-д'Івуар (CIV) | 7:49.19 | Д        |

### Додаткові запливи
Перші двоє з кожного запливу виходять до чвертьфіналів; решта потрапляють до півфіналів E/F (не претендують на медалі).

#### Додатковий заплив 1
| Місце | Доріжка | Веслувальник         | Країна            | Час     | Примітки |
| ----- | ------- | -------------------- | ----------------- | ------- | -------- |
| 1     | 4       | Кентен Антоньєллі    | Монако (MON)      | 7:34.14 | Q        |
| 2     | 1       | Мохаммед Аль-Хафаджи | Ірак (IRQ)        | 7:41.72 | Q        |
| 3     | 3       | Фелікс Потой         | Нікарагуа (NCA)   | 7:44.52 | QEF      |
| 4     | 5       | Альхуссейн Гамбур    | Лівія (LBA)       | 7:57.88 | QEF      |
| 5     | 2       | Франк Н'Дрі          | Кот-д'Івуар (CIV) | 8:03.25 | QEF      |

#### Додатковий заплив 2
| Місце | Доріжка | Веслувальник    | Країна                         | Час     | Примітки |
| ----- | ------- | --------------- | ------------------------------ | ------- | -------- |
| 1     | 2       | Ян Флейсснер    | Чехія (CZE)                    | 7:29.90 | Q        |
| 2     | 3       | Дара Алізаде    | Бермуди (BER)                  | 7:35.90 | Q        |
| 3     | 4       | Ігнасіо Васкес  | Домініканська Республіка (DOM) | 7:42.83 | QEF      |
| 4     | 1       | Прівель Хінкаті | Бенін (BEN)                    | 7:55.93 | QEF      |

#### Додатковий заплив 3
| Місце | Доріжка | Веслувальник            | Країна                  | Час     | Примітки |
| ----- | ------- | ----------------------- | ----------------------- | ------- | -------- |
| 1     | 3       | Пітер Перселл Джілпін   | Зімбабве (ZIM)          | 7:35.16 | Q        |
| 2     | 2       | Хусейн Аліреза          | Саудівська Аравія (KSA) | 8:06.78 | Q        |
| 3     | 1       | Ріо Рії                 | Вануату (VAN)           | 8:17.00 | QEF      |
| 4     | 5       | Абдулрахман Аль-Фадгель | Кувейт (KUW)            | 9:04.73 | QEF      |
|       | 4       | Фінн Флорейн            | Нідерланди (NED)        |         | DNS      |

### Чвертьфінали
Перші троє з кожного запливу кваліфікуються до півфіналів A/B, решта - потрапляють до півфіналів C/D

#### Чвертьфінал 1
| Місце | Доріжка | Веслувальник          | Країна                  | Час     | Примітки |
| ----- | ------- | --------------------- | ----------------------- | ------- | -------- |
| 1     | 4       | К'єтіль Борх          | Норвегія (NOR)          | 7:10.97 | QAB      |
| 2     | 3       | Стефанос Дускос       | Греція (GRE)            | 7:12.77 | QAB      |
| 3     | 2       | Дженнаро Ді Мауро     | Італія (ITA)            | 7:26.25 | QAB      |
| 4     | 1       | Кентен Антоньєллі     | Монако (MON)            | 7:29.99 | QCD      |
| 5     | 5       | Абдельхалек Ель-Банна | Єгипет (EGY)            | 7:32.86 | QCD      |
| 6     | 6       | Хусейн Аліреза        | Саудівська Аравія (KSA) | 8:35.05 | QCD      |

#### Чвертьфінал 2
| Місце | Доріжка | Веслувальник          | Країна                           | Час     | Примітки |
| ----- | ------- | --------------------- | -------------------------------- | ------- | -------- |
| 1     | 4       | Sverri Nielsen        | Данія (DEN)                      | 7:10.52 | QAB      |
| 2     | 3       | Тревор Джонс          | Канада (CAN)                     | 7:17.65 | QAB      |
| 3     | 5       | Олександр Вязовкін    | Олімпійський комітет Росії (ROC) | 7:20.04 | QAB      |
| 4     | 2       | Онат Казакли          | Туреччина (TUR)                  | 7:32.86 | QCD      |
| 5     | 1       | Дара Алізаде          | Бермуди (BER)                    | 7:35.73 | QCD      |
| 6     | 6       | Пітер Перселл Джілпін | Зімбабве (ZIM)                   | 7:37.97 | QCD      |

#### Чвертьфінал 3
| Місце | Доріжка | Веслувальник              | Країна          | Час     | Примітки |
| ----- | ------- | ------------------------- | --------------- | ------- | -------- |
| 1     | 3       | Дамір Мартін              | Хорватія (CRO)  | 7:17.71 | QAB      |
| 2     | 2       | Бендегуз Петерварі-Молнар | Угорщина (HUN)  | 7:24.63 | QAB      |
| 3     | 4       | Рюта Аракава              | Японія (JPN)    | 7:26.04 | QAB      |
| 4     | 5       | Альваро Торрес            | Перу (PER)      | 7:31.85 | QCD      |
| 5     | 6       | Ян Флейсснер              | Чехія (CZE)     | 7:37.01 | QCD      |
| 6     | 1       | Владислав Яковлєв         | Казахстан (KAZ) | 7:39.47 | QCD      |

#### Чвертьфінал 4
| Місце | Доріжка | Веслувальник         | Країна              | Час     | Примітки |
| ----- | ------- | -------------------- | ------------------- | ------- | -------- |
| 1     | 4       | Олівер Цайдлер       | Німеччина (GER)     | 7:12.75 | QAB      |
| 2     | 2       | Лукас Вертейн        | Бразилія (BRA)      | 7:14.26 | QAB      |
| 3     | 5       | Міндаугас Грішконіс  | Литва (LTU)         | 7:16.71 | QAB      |
| 4     | 3       | Джордан Перрі        | Нова Зеландія (NZL) | 7:18.48 | QCD      |
| 5     | 6       | Кріс Нієварес        | Філіппіни (PHI)     | 7:50.74 | QCD      |
| 6     | 1       | Мохаммед Аль-Хафаджи | Ірак (IRQ)          | 8:03.55 | QCD      |

### Півфінали
Перші двоє з кожного запливу кваліфікуються у вищий фінал (E, C, A), решта - в нижчий (F, D, B).

#### Півфінал A/B 1
| Місце | Доріжка | Веслувальник        | Країна         | Час     | Примітки |
| ----- | ------- | ------------------- | -------------- | ------- | -------- |
| 1     | 3       | К'єтіль Борх        | Норвегія (NOR) | 6:42.92 | FA       |
| 2     | 4       | Дамір Мартін        | Хорватія (CRO) | 6:45.27 | FA       |
| 3     | 6       | Міндаугас Грішконіс | Литва (LTU)    | 6:45.90 | FA       |
| 4     | 1       | Дженнаро Ді Мауро   | Італія (ITA)   | 6:50.19 | FB       |
| 5     | 5       | Лукас Вертейн       | Бразилія (BRA) | 7:02.87 | FB       |
| 6     | 2       | Тревор Джонс        | Канада (CAN)   | 7:06.18 | FB       |

#### Півфінал A/B 2
| Місце | Доріжка | Веслувальник              | Країна                           | Час     | Примітки |
| ----- | ------- | ------------------------- | -------------------------------- | ------- | -------- |
| 1     | 2       | Стефанос Нтускос          | Греція (GRE)                     | 6:41.61 | FA       |
| 2     | 4       | Сверрі Сандберґ Ніельсен  | Данія (DEN)                      | 6:44.00 | FA       |
| 3     | 1       | Олександр Вязовкін        | Олімпійський комітет Росії (ROC) | 6:44.56 | FA       |
| 4     | 3       | Олівер Цайдлер            | Німеччина (GER)                  | 6:45.16 | FB       |
| 5     | 5       | Бендегуз Петерварі-Молнар | Угорщина (HUN)                   | 6:59.08 | FB       |
| 6     | 6       | Рюта Аракава              | Японія (JPN)                     | 6:59.26 | FB       |

#### Півфінал C/D 1
| Місце | Доріжка | Веслувальник         | Країна                  | Час     | Примітки |
| ----- | ------- | -------------------- | ----------------------- | ------- | -------- |
| 1     | 3       | Альваро Торрес       | Перу (PER)              | 7:02.49 | FC       |
| 2     | 4       | Кентен Антоньєллі    | Монако (MON)            | 7:06.03 | FC       |
| 3     | 5       | Дара Алізаде         | Бермуди (BER)           | 7:11.14 | FC       |
| 4     | 6       | Мохаммед Аль-Хафаджи | Ірак (IRQ)              | 7:21.52 | FD       |
| 5     | 2       | Кріс Нієварес        | Філіппіни (PHI)         | 7:26.05 | FD       |
| 6     | 1       | Хусейн Аліреза       | Саудівська Аравія (KSA) | 7:53.99 | FD       |

#### Півфінал C/D 2
| Місце | Доріжка | Веслувальник          | Країна              | Час     | Примітки |
| ----- | ------- | --------------------- | ------------------- | ------- | -------- |
| 1     | 3       | Джордан Перрі         | Нова Зеландія (NZL) | 6:57.70 | FC       |
| 2     | 2       | Абдельхалек Ель-Банна | Єгипет (EGY)        | 6:58.84 | FC       |
| 3     | 5       | Ян Флейсснер          | Чехія (CZE)         | 6:59.61 | FC       |
| 4     | 1       | Пітер Перселл Джілпін | Зімбабве (ZIM)      | 7:01.72 | FD       |
| 5     | 6       | Владислав Яковлєв     | Казахстан (KAZ)     | 7:03.53 | FD       |
| 6     | 4       | Онат Казакли          | Туреччина (TUR)     | 7:32.19 | FD       |

#### Півфінал E/F 1
| Місце | Доріжка | Веслувальник    | Країна          | Час     | Примітки |
| ----- | ------- | --------------- | --------------- | ------- | -------- |
| 1     | 3       | Фелікс Потой    | Нікарагуа (NCA) | 7:45.02 | FE       |
| 2     | 1       | Прівель Хінкаті | Бенін (BEN)     | 7:49.46 | FE       |
| 3     | 3       | Ріо Рії         | Вануату (VAN)   | 8:19.99 | FF       |

#### Півфінал E/F 2
| Місце | Доріжка | Веслувальник            | Країна                         | Час     | Примітки |
| ----- | ------- | ----------------------- | ------------------------------ | ------- | -------- |
| 1     | 3       | Ігнасіо Васкес          | Домініканська Республіка (DOM) | 7:42.80 | FE       |
| 2     | 1       | Франк Н'Дрі             | Кот-д'Івуар (CIV)              | 7:55.12 | FE       |
| 3     | 2       | Альхуссейн Гамбур       | Лівія (LBA)                    | 7:55.98 | FE       |
| 4     | 4       | Абдулрахман Аль-Фадгель | Кувейт (KUW)                   | 8:56.83 | FF       |

#### Півфінал C/D 1
| Місце | Веслувальник         | Країна                  | Час | Примітки |
| ----- | -------------------- | ----------------------- | --- | -------- |
| 1     | Хусейн Аліреза       | Саудівська Аравія (KSA) |     |          |
| 2     | Кріс Нієварес        | Філіппіни (PHI)         |     |          |
| 3     | Альваро Торрес       | Перу (PER)              |     |          |
| 4     | Кентен Антоньєллі    | Монако (MON)            |     |          |
| 5     | Дара Алізаде         | Бермуди (BER)           |     |          |
| 6     | Мохаммед Аль-Хафаджи | Ірак (IRQ)              |     |          |

#### Півфінал C/D 2
| Місце | Веслувальник          | Країна              | Час | Примітки |
| ----- | --------------------- | ------------------- | --- | -------- |
| 1     | Пітер Перселл Джілпін | Зімбабве (ZIM)      |     |          |
| 2     | Абдельхалек Ель-Банна | Єгипет (EGY)        |     |          |
| 3     | Джордан Перрі         | Нова Зеландія (NZL) |     |          |
| 4     | Онат Казакли          | Туреччина (TUR)     |     |          |
| 5     | Ян Флейсснер          | Чехія (CZE)         |     |          |
| 6     | Владислав Яковлєв     | Казахстан (KAZ)     |     |          |

#### Півфінал A/B 1
| Місце | Веслувальник        | Країна         | Час | Примітки |
| ----- | ------------------- | -------------- | --- | -------- |
| 1     | Дженнаро Ді Мауро   | Італія (ITA)   |     |          |
| 2     | Тревор Джонс        | Канада (CAN)   |     |          |
| 3     | К'єтіль Борх        | Норвегія (NOR) |     |          |
| 4     | Дамір Мартін        | Хорватія (CRO) |     |          |
| 5     | Лукас Вертейн       | Бразилія (BRA) |     |          |
| 6     | Міндаугас Грішконіс | Литва (LTU)    |     |          |

#### Півфінал A/B 2
| Місце | Веслувальник              | Країна                           | Час | Примітки |
| ----- | ------------------------- | -------------------------------- | --- | -------- |
| 1     | Олександр Вязовкін        | Олімпійський комітет Росії (ROC) |     |          |
| 2     | Стефанос Дускос           | Греція (GRE)                     |     |          |
| 3     | Олівер Цайдлер            | Німеччина (GER)                  |     |          |
| 4     | Sverri Nielsen            | Данія (DEN)                      |     |          |
| 5     | Бендегуз Петерварі-Молнар | Угорщина (HUN)                   |     |          |
| 6     | Рюта Аракава              | Японія (JPN)                     |     |          |

### Фінали

#### Фінал F
| Місце | Доріжка | Веслувальник            | Країна        | Час     | Примітки |
| ----- | ------- | ----------------------- | ------------- | ------- | -------- |
| 30    | 2       | Ріо Рії                 | Вануату (VAN) | 7:49.82 |          |
| 31    | 1       | Абдулрахман Аль-Фадгель | Кувейт (KUW)  | 8:32.67 |          |

#### Фінал E
| Місце | Доріжка | Веслувальник       | Країна                         | Час     | Примітки |
| ----- | ------- | ------------------ | ------------------------------ | ------- | -------- |
| 25    | 4       | Ігнасіо Васкес     | Домініканська Республіка (DOM) | 7:25.88 |          |
| 26    | 3       | Фелікс Потой       | Нікарагуа (NCA)                | 7:28.00 |          |
| 27    | 2       | Прівель Хінкаті    | Бенін (BEN)                    | 7:38.58 |          |
| 28    | 5       | Франк Н'Дрі        | Кот-д'Івуар (CIV)              | 7:42.55 |          |
| 29    | 1       | Аль-Хуссейн Гамбур | Лівія (LBA)                    | 7:47.64 |          |

#### Фінал D
| Місце | Доріжка | Веслувальник          | Країна                  | Час     | Примітки |
| ----- | ------- | --------------------- | ----------------------- | ------- | -------- |
| 19    | 2       | Владислав Яковлєв     | Казахстан (KAZ)         | 7:03.37 |          |
| 20    | 4       | Пітер Перселл Джілпін | Зімбабве (ZIM)          | 7:03.85 |          |
| 21    | 1       | Онат Казакли          | Туреччина (TUR)         | 7:13.65 |          |
| 22    | 3       | Мохаммед Аль-Хафаджи  | Ірак (IRQ)              | 7:18.65 |          |
| 23    | 5       | Кріс Нієварес         | Філіппіни (PHI)         | 7:21.28 |          |
| 24    | 6       | Хусейн Аліреза        | Саудівська Аравія (KSA) | 7:52.67 |          |

#### Фінал C
| Місце | Доріжка | Веслувальник          | Країна              | Час     | Примітки |
| ----- | ------- | --------------------- | ------------------- | ------- | -------- |
| 13    | 3       | Джордан Перрі         | Нова Зеландія (NZL) | 6:55.55 |          |
| 14    | 2       | Абдельхалек Ель-Банна | Єгипет (EGY)        | 7:00.72 |          |
| 15    | 5       | Кентен Антоньєллі     | Монако (MON)        | 7:01.85 |          |
| 16    | 1       | Ян Флейсснер          | Чехія (CZE)         | 7:02.93 |          |
| 17    | 4       | Альваро Торрес        | Перу (PER)          | 7:03.69 |          |
| 18    | 6       | Дара Алізаде          | Бермуди (BER)       | 7:09.91 |          |

#### Фінал B
| Місце | Доріжка | Веслувальник              | Країна          | Час     | Примітки |
| ----- | ------- | ------------------------- | --------------- | ------- | -------- |
| 7     | 4       | Олівер Цайдлер            | Німеччина (GER) | 6.44.44 |          |
| 8     | 3       | Дженнаро Ді Мауро         | Італія (ITA)    | 6:47.38 |          |
| 9     | 1       | Тревор Джонс              | Канада (CAN)    | 6:48.51 |          |
| 10    | 5       | Бендегуз Петерварі-Молнар | Угорщина (HUN)  | 6:50.45 |          |
| 11    | 6       | Рюта Аракава              | Японія (JPN)    | 6:50.91 |          |
| 12    | 2       | Лукас Вертейн             | Бразилія (BRA)  | 6:52.09 |          |

#### Фінал A
| Місце | Доріжка | Веслувальник             | Країна                           | Час     | Примітки |
| ----- | ------- | ------------------------ | -------------------------------- | ------- | -------- |
| 1     | 4       | Стефанос Нтускос         | Греція (GRE)                     | 6:40.45 | OB       |
| 2     | 3       | К'єтіль Борх             | Норвегія (NOR)                   | 6:41.66 |          |
| 3     | 2       | Дамір Мартін             | Хорватія (CRO)                   | 6:42.58 |          |
| 4     | 5       | Сверрі Сандберґ Ніельсен | Данія (DEN)                      | 6:42.73 |          |
| 5     | 6       | Олександр Вязовкін       | Олімпійський комітет Росії (ROC) | 6:49.09 |          |
| 6     | 1       | Міндаугас Грішконіс      | Литва (LTU)                      | 6:57.60 |          |